# ブックエンド (河合奈保子のアルバム)
『ブックエンド』は、河合奈保子の17作目のオリジナル・アルバム。1990年6月1日に日本コロムビアより発売された。規格品番は、CD：COCA-6329。ミッキー吉野によるプロデュース作品となっている。

## 概要
前作『Calling you …呼びよせられて…』から約半年ぶり、河合奈保子のデビュー10周年となる記念の日に発売されたオリジナル・アルバム。全ての作曲を河合自身が手掛け、プロデュースは『Calling you …呼びよせられて…』に引き続きミッキー吉野が担当。さがらよしあき(相良好章)が多くの作詞に携わっている点と、各曲に英語のサブタイトルが付けられている点も前作同様である。
演奏には、シカゴ出身のジャズ・ピアニスト、ハービー・ハンコックが率いるバンド″ザ・ヘッドハンターズ″に在籍したポール・ジャクソン (ベース) 、タワー・オブ・パワーのドラマー デビッド・ガリバルディ やピート・エスコヴェード (パーカッション) 、レイ・オビエド (ギター) など、フュージョン、スムーズジャズ、ファンク系のミュージシャンたちが多く参加している。
先行シングル「美・来」はアルバム・バージョンで収録。河合によると「美・感性」、「美・来」と美をテーマにした2曲を最初と最後に配置することで「アルバムの両脇にブックエンドがある形にしたかった」とのこと。7曲目の「Motion Poet」は、中村あずさに提供した曲のセルフカバー。
ジャケット及びライナーノートに描かれている絵画は岸並千珠子が手掛けている。
本作は、2007年12月19日にリリースされたアルバム・ボックス『NAOKO PREMIUM』ではDisc 17に収録され、2020年1月29日には、タワーレコード限定・紙ジャケット仕様で再発売された。

## 収録曲

### CD
| 全作曲: 河合奈保子、全編曲: ミッキー吉野。 |                                                       |              |            |      |
| #                                          | タイトル                                              | 作詞         | 作曲・編曲 | 時間 |
| 1.                                         | 「美・感性」(The beauty of the soul)                  | 相良好章     | 河合奈保子 | 4:23 |
| 2.                                         | 「風に吹かれて」(Now and then)                        | ミッキー吉野 | 河合奈保子 | 4:06 |
| 3.                                         | 「今日を生きよう」(Make it easy)                      | 相良好章     | 河合奈保子 | 4:10 |
| 4.                                         | 「哀しみをしるまえに」(Just when I get to feeling)    | 松本恒男     | 河合奈保子 | 4:18 |
| 5.                                         | 「朝への誓い」(Wake up to a morning)                  | 相良好章     | 河合奈保子 | 4:49 |
| 6.                                         | 「心の窓に光りを」(Behind every child)                | ミッキー吉野 | 河合奈保子 | 3:54 |
| 7.                                         | 「Motion Poet」                                       | ミッキー吉野 | 河合奈保子 | 4:49 |
| 8.                                         | 「霧情」(Till the end of time)                        | 相良好章     | 河合奈保子 | 4:38 |
| 9.                                         | 「街角・On the street」(On the corner, On the street) | ミッキー吉野 | 河合奈保子 | 3:21 |
| 10.                                        | 「美・来」(Beauty will come)                          | 相良好章     | 河合奈保子 | 3:56 |
| 合計時間:                                  | 合計時間:                                             | 合計時間:    | 42:27      |      |

## 参加ミュージシャン
- Guitar：Ray Obiedo, Tsuneo Matsumoto
- Bass：Paul Jackson
- Percussion：Pete Escovedo
- Drums：David Garibaldi
- Keyboard：Mickie Yoshino
- Computer Programmer：Hirokazu Matsubara
- Back-up Vocals：Pete Escovedo, David Garibaldi, Paul Jackson, Nahoko Kawai, Ralph Marshall, Misa Nakayama, Ray Obiedo, Megumi Okuno, Andrea Sanders, Tommy Snyder, Gyo, Yui, Sei and Motoi Takekawa, Yuko Uchida, Margaret Umbers, Mickie Yoshino

## 参考資料
- 『NAOKO PREMIUM』（解説:土屋信太郎）河合奈保子、日本コロムビア、2007年12月19日。COCP-34705。
- 『NAOKO PREMIUM Disc17・ブックエンド』（ライナーノーツ）河合奈保子、日本コロムビア、2007年12月19日。COCP-34721。